# 入菩薩行論
《入菩薩行論》，作者為那爛陀寺的寂天，為八世紀印度大乘佛教哲學著作。內容為如何發起、實踐菩提心與行持六波羅蜜。此論影響了大乘佛教中對菩提心的實踐方法的討論。
《入菩薩行論》對其後幾部重要藏傳佛教論著的誕生都有貢獻，例如噶當派阿底峽的《菩提道炬》和格魯派宗喀巴對《菩提道炬》的註解《菩提道次第廣論》。

## 譯本

### 漢譯本
985年（宋朝雍熙二年）天息災譯師曾經將《入菩薩行論》翻譯為四卷《菩提行經》，作者題為龍樹。但並沒有得到漢傳佛教注意。

### 藏譯本
阿底峽首先將《入菩薩行論》引入西藏，並將之編入噶當派的噶當六論當中，成為藏傳佛教中的重要教典。另外還有巴楚仁波切的《普賢上師言教》。

### 現代漢譯本
受藏傳佛教影響，《入菩薩行論》重新傳入漢地。1951年，隆蓮法師將《入菩薩行論》從藏本譯漢。1985年作為四川尼眾佛學院的教材。經趙樸初審閱後，送金陵刻經處印行，收入續藏中。
1997年，台灣的如石法師將《入菩薩行論》從藏本譯漢，並介紹寂天相關的著作，此譯本被四川喇榮佛學院的索達吉堪布講授為《入菩薩行論廣釋》。另外也有由堪布貢噶旺秋以藏文講述，中華民國正法源學佛會出版的譯本。

## 內容
宋譯本 《菩提行經》 將之分為八品 :
- 讚菩提心品第一、
- 菩提行經菩提心施供養品第二、
- 菩提行經護戒品第三、
- 菩提心忍辱波羅蜜多品第四、
- 菩提行經菩提心精進波羅蜜多品第五、
- 菩提心靜慮般若波羅蜜多品第六、
- 菩提心般若波羅蜜多品第七、
- 菩提行經菩提心迴向品第八。

民國如石法師譯本分為10品
- 第一品 菩提心利益
- 第二品 懺悔罪業
- 第三品 受持菩提心
- 第四品 不放逸
- 第五品 護正知
- 第六品 安忍
- 第七品 精進
- 第八品 靜慮
- 第九品 智慧
- 第十品 迴向